# В полевом лазарете
«В полево́м лазаре́те» («Ночь порвёт наболевшие нити...») — стихотворение С. А. Копыткина, написанное в период с 21 августа по 21 сентября 1914 года. По мнению исследователей и критиков, является не только наиболее известным, но и наиболее удачным стихотворным произведением этого автора.
Впервые было опубликовано 21 сентября в газете «Новое время», после чего неоднократно перепечатывалось в прессе и вошло в сборник стихов С. А. Копыткина «Песни о войне», вышедший в конце 1914 года. Сюжет стихотворения связан с одним из первых крупных сражений русской армии в ходе Первой мировой войны, завершившимся взятием Львова. Тональность произведения трагическая, его герой — смертельно раненный боец, который, находясь в полевом лазарете, просит медсестру написать письма его родным.
«В полевом лазарете» пользовалось немалой известностью в России в годы Первой мировой войны: декламировалось в ходе общественных и культурных мероприятий, на его слова были сочинены  романсы. Строки из него воспроизводятся в романе В. В. Набокова «Машенька» и романе Л. А. Юзефовича «Казароза», причём в обоих случаях подразумевается их большая популярность в соответствующую эпоху.
После Октябрьской революции авторство произведения было забыто и оно стало основой для народных песен, сюжет которых переносился сначала на события Гражданской войны, а позднее — на события Великой Отечественной войны. При этом изначальный текст подвергался весьма значительным изменениям.
В советский период «В полевом лазарете», как и всё творческое наследие Сергея Копыткина, не публиковалось и оказалось преданным забвению. В начале XXI века строки стихотворения с небольшими изменениями послужили текстом для песни российской рок-группы «Любэ» «Сестра» как «слова неизвестного автора». Лишь позднее их авторство было установлено. Популярность песни, которая вошла в саундтрек телесериала «Гибель империи», способствовала некоторому оживлению интереса к творчеству С. А. Копыткина.

## Исторический контекст и создание стихотворения

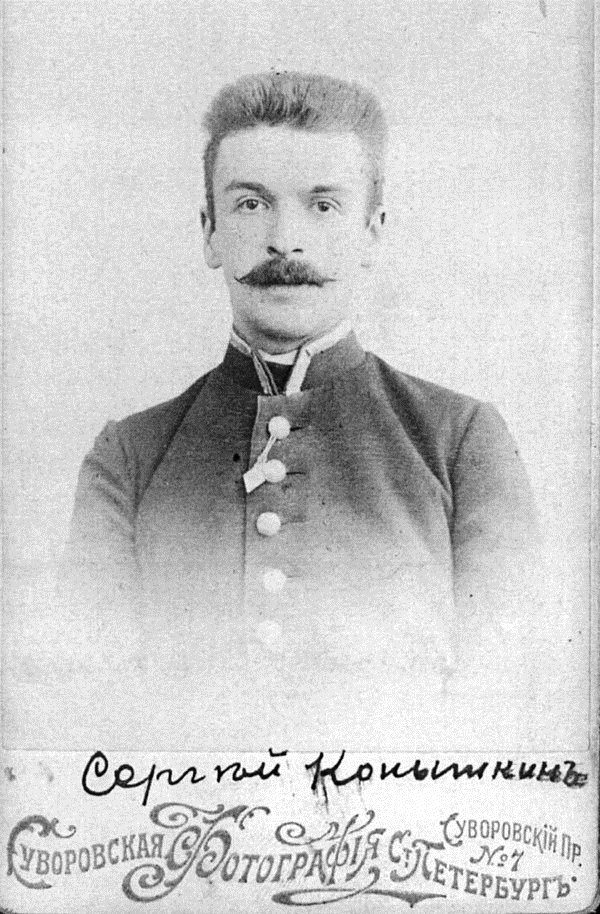
Автор стихотворения Сергей Александрович Копыткин — железнодорожный служащий и поэт-любитель

Начало Первой мировой войны стало важнейшей вехой на творческом пути С. А. Копыткина — железнодорожного служащего, который в качестве поэта-любителя, публициста и автора немногочисленных коротких рассказов пользовался к тому времени лишь весьма ограниченной известностью. Это историческое событие не только послужило значительной активизации его поэтической работы, но и чётко предопределило её тематическое содержание. С того момента почти все его стихи были посвящены именно военной проблематике: занимая однозначную патриотическую позицию, Сергей Александрович с первых военных дней в своих произведениях выражал уверенность в победе родной страны, славил русскую армию и молил Бога о покровительстве ей, осуждал действия Центральных держав и ратовал за славянское единство.
С большим воодушевлением восприняв успехи российских войск на Юго-Западном фронте в первые недели войны, Копыткин откликнулся на них серией стихотворений. Большая их часть — «Взятие Львова», «Победа», «Славянское возрождение», «Галич» — преисполнена героической и патриотической патетики и проникнута оптимистическим настроем. В этих произведениях автор горячо приветствует освобождение Галиции, которую он именует Червонной Русью, из «швабской клети» и её «возвращение в русскую семью», предрекает Австро-Венгрии, в состав которой эти земли входили до войны, скорый разгром.
Событиям победоносной для России Галицийской кампании, завершившейся к середине сентября 1914 года, посвящено и стихотворение «В полевом лазарете», впервые опубликованное 21 сентября 1914 года в газете «Новое время», в которой выходили в свет и многие другие поэтические произведения Сергея Копыткина этого периода. Точное время его создания неизвестно: по содержанию стихотворения очевидно лишь то, что оно было написано после взятия русской армией Львова, то есть после 21 августа.
«В полевом лазарете» состоит из четырёх четверостиший, написанных анапестом. Рифмовка перекрёстная с чередованием женской и мужской рифмы. Повествование в стихотворении ведется от первого лица. От других стихотворений «галицийского цикла» эта работа Копыткина отличается проникновенной трагической тональностью: умирающий от раны боец, очевидно, участвовавший во взятии Львова, просит ухаживающую за ним в лазарете медсестру написать два письма — его жене и отцу. При этом если последнему он готов открыть страшную правду о своей участи, то жене предпочитает сообщить лишь о «безвредной контузии в руку» и скором выздоровлении.

## Популяризация стихотворения
Вскоре после первой публикации в «Новом времени» стихотворение «В полевом лазарете» было напечатано и в нескольких других периодических изданиях, причём не только столичных: известно, например, что его опубликовал «Кубанский казачий вестник», печатный орган Кубанского казачьего войска, выходивший в Екатеринодаре. Кроме того, как и многие другие произведения Сергея Копыткина военной поры, оно было включено в программу «Патриотических вечеров» — регулярных концертов, проводившихся по инициативе оперной певицы, Солистки Его Императорского Величества М. И. Долиной «в поддержку армии, семей военнослужащих и мирных жителей, пострадавших в результате военных действий». «Патриотические вечера», проходившие с конца августа 1914 года по несколько раз в месяц в петербургском Цирке Чинизелли, были весьма масштабными культурными мероприятиями, нередко собиравшими по несколько сотен исполнителей — артистов различных жанров, певцов, танцоров, и получали значительный общественный и медийный резонанс.
Первая книжная публикация «В полевом лазарете» состоялась уже через несколько месяцев: это стихотворение вошло в 32-страничный сборник поэтических работ Копыткина, опубликованный в конце 1914 года петербургским издательством «Содружество» под названием «Песни о войне» (все 34 стихотворения, составившие эту антологию, исполнялись в предшествовавшие месяцы на «Патриотических вечерах»). В последующие два года «Песни о войне» переиздавались ещё как минимум дважды.
Очень скоро на набиравшее популярность стихотворение обратили внимание российские композиторы. Первым ещё до конца 1914 года его положил на музыку Н. И. Казанли: результатом его работы стал романс под названием «В дни войны» (авторское название стихотворения было сохранено в партитуре в качестве подзаголовка). В следующем году ещё один романс с теми же словами был написан другим столичным композитором и дирижёром М. П. Речкуновым — его произведение сохранило изначальное копыткинское название «В полевом лазарете». Романс Речкунова был посвящён оперному певцу Н. Н. Кедрову-старшему, часто исполнявшему его со сцены в ходе тех же «Патриотических вечеров». Это посвящение, в котором певец фигурирует под творческим псевдонимом Кедров-Ливанский, уже в XXI столетии на некоторое время «сбило с пути» исследователей творчества Копыткина: возникло предположение, что его адресата надо искать в списках военнослужащих, погибших или раненых в боях за Львов. Ещё годом позже В. И. Ребиков сочинил с этими словами опус в модном в то время жанре ритмодекламации — декламации под музыкальный аккомпанемент.
Романсы на текст стихотворения Копыткина пользовались в годы Первой мировой войны немалой популярностью, что подтверждается исследованиями российских историков, в частности, Л. А. Юзефовича и И. В. Алексеевой. Так, последняя на основании архивных изысканий пришла к выводу, что в Петрограде романс Казанли стал общеизвестным буквально в считанные дни:
Тяжелое впечатление от поражения в Восточной Пруссии в полной мере не было развеяно даже успешными действиями русской армии на австрийском фронте, которое закончилось взятием Львова. Многие сознавали непрочность, какую-то  временность этого успеха. Грустно звучал в те дни в петроградских квартирах ставший в считанные дни популярным романс «Ночь порвет наболевшие нити…»
Романсы исполняли не только на общественных мероприятиях, но и в семейном кругу. Воспринимая слова на слух, люди записывали их у себя в альбомах и дневниках: при этом порой возникали различные текстовые разночтения, а фамилия автора слов указывалась далеко не всегда. Последнее обстоятельство — вкупе с тем, что сам Сергей Копыткин не пользовался как поэт сколько-нибудь широкой известностью — способствовало тому, что эти вокально-инструментальные произведения постепенно утрачивали «привязку» к автору их текста.
Широкая известность слов «Полевого лазарета» в середине 1910-х годов косвенно подтверждается и их упоминанием в произведениях русской художественной литературы, посвященных соответствующему периоду. Так, строки из этого стихотворения приводятся в романе В. В. Набокова «Машенька»: возлюбленная главного героя Льва Ганина цитирует их третье четверостишие в своем письме, отправленном ему накануне его отъезда на фронт, причём фигурирующего в нём мальчика Вову переименовывает в Лёву — в соответствии с настоящим именем адресата. Романс на стихи Копыткина присутствует также в романе вышеупомянутого Л. А. Юзефовича «Казароза»: в эпизоде, который происходит в 1920 году, его исполняет Ида Левина, которая хранит текст стихов у себя в альбоме. При этом, удивляясь, что главный герой Николай Свечников не знает его слов,  Левина напоминает: «В шестнадцатом году это была самая популярная песня, ее всюду пели».

## Судьба стихотворения в советское время
Ночь прошла в полевом лазарете,

Где дежурили доктор с сестрой,

А при тусклом осеннем рассвете

Умирал там от раны герой.

Он собрал все последние силы

И диктует сестре, что писать.

Не страшится он больше могилы,

Да не хочет родных огорчать.

Малых деток я крепко целую,

Ближе к сердцу хочу их прижать,

А ещё горячо я целую

И жену, и любимую мать.

Сестра низко к нему наклонилась,

И тихонько рыдала она.

И слезами промокла страница,

Она пишет простые слова.

А жене вы ещё напишите,

Что наш полк отличился в бою,

Я сражался жестоко и храбро

За советскую землю свою.

Но снаряд пролетел, разорвался,

Оторвало осколком плечо,

И я с вами навеки расстался

И целую я вас горячо…

Ночь прошла в полевом лазарете,

Где дежурили доктор с сестрой,

И закончив письмо на рассвете

Уже умер от раны герой.
После Октябрьской революции творчество С. А. Копыткина прервалось. В 1920 году он скончался, и весьма скоро его поэтическое наследие оказалось забытым. Стихотворение «В полевом лазарете» стало в этом плане фактически единственным исключением — именно благодаря популярным романсам, написанным на его слова. Однако в советское время эти романсы окончательно утратили «привязку» к имени автора и стали основой для народного песенного творчества.
В многочисленных народных «перепевках» конца 1910-х — начала 1920-х годов сюжет песни о смертельно раненном бойце переносился с событий Первой мировой на события Гражданской войны, и её слова, соответственно, подвергались разнообразным изменениям. Одна из переделок «Полевого лазарета» времён Гражданской войны  нашла своё место в советской литературе: «жалостливую песню» об умирающем от раны «молодом командире» исполняет подросток по кличке Жиган, один из основных персонажей повести А. П. Гайдара «РВС»:
Остановился на  минуту Жиган,  как  будто легкая тень пробежала по  его маленькому лицу; потом головой тряхнул отчаянно: — Я,  брат,  фьи-ить!  Даешь по станциям,  по эшелонам.  Я сейчас новую песню у них перенял:
 
Ночь прошла в полевом лазарети;
День весенний и яркий настал.
И при солнечном, теплом рассве-ти
Маладой командир умирал...
 
Хоро-ошая песня!  Я спел — гляжу: у старой Горпины слезы катятся. «Чего ты,  говорю, бабка?» — «Та умирал же!» — «Э, бабка, дак ведь это в песне». — «А когда б только в песне,  —  говорит.  —  А сколько ж и взаправду»...
Ещё более активно слова «Полевого лазарета» пошли в народ в годы Великой Отечественной войны — огромные санитарные потери Красной армии и развёртывание масштабной системы полевых и тыловых госпиталей предопределяло высокую актуальность соответствующей тематики.  Свидетельства ветеранов позволяют предположительно установить авторов некоторых из переделок этого произведения той поры, которые, естественно, отражали новые социально-политические реалии и в немалой степени отличались от копыткинского оригинала по содержанию и, иногда, по объёму. Так, гимном абаканского эвакуационного госпиталя № 1398 стала песня на стихи, которые, по воспоминаниям сотрудницы этого медицинского учреждения В. Г. Грищевой, были сочинены в начале войны находившимся там на лечении старшим лейтенантом Иваном Обертинским и посвящены ей, отвечавшей в то время за доставку корреспонденции для раненых и нередко помогавшей писать письма тем из них, кто не мог этого делать самостоятельно. Известен и другой вариант такого стихотворного произведения военных лет — весьма близкий по первым двум четверостишиям, но достаточно нюансированный в последующих и более короткий, на авторство которого претендует Л. Н. Шамонина, работавшая вагоноважатой военно-санитарного поезда № 155.
Парафраз «Полевого лазарета», близкий к версии гимна госпиталя № 1398, сохранился также в архиве пермского литератора И. З. Лепина и был опубликован в песенном сборнике «В нашу гавань заходили корабли» под названием «Смерть героя». Кроме того, на различных электронных ресурсах, посвящённых шансону, народным и дворовым песням, размещены достаточно сходные между собой варианты этого произведения.

## Открытие стихотворения в XXI веке
Если песни, сложенные в советское время по мотивам «Полевого лазарета», пользовались хотя бы небольшой известностью, то сам оригинал этого стихотворения был, как и всё творчество Сергея Копыткина, совершенно забыт. Его повторное «открытие» произошло уже в начале XXI века — благодаря созданию телесериала «Гибель империи», посвящённого событиям периода Первой мировой войны, и творчеству популярной российской рок-группы «Любэ».
В ходе съёмок «Гибели империи» Л. А. Юзефович, ставший автором сценария этой картины, предложил включить в её саундтрек песню на стихотворение, обнаруженное им в исторической работе И. В. Алексеевой «Агония сердечного согласия: Царизм, буржуазия и их союзники по Антанте. 1914—1917», изданной в 1990 году. Стихотворный текст, опубликованный в этой монографии без указания авторства и датированный 1916 годом, представлял собой — как выяснилось уже позднее — копыткинское стихотворение «В полевом лазарете», переписанное кем-то еще в годы Первой мировой с небольшими изменениями: второе и третье четверостишия поменяны местами, в каждом из четверостиший изменены некоторые слова или словосочетания. Однако режиссёр сериала В. И. Хотиненко и его продюсер А. В. Максимов сочли, что столь проникновенная песня, звучащая в кадре, может ослабить эмоциональное воздействие самого фильма. Поэтому вместо включения в формат картины было решено использовать её в качестве звукового фона для рекламного ролика сериала, смонтированного с использованием кадров из него. Для сочинения музыки к композиции был привлечён И. И. Матвиенко, а для её исполнения была выбрана группа «Любэ», связанная давними партнёрскими связями с этим российским композитором. Благодаря видеоклипу, предварявшему выход на экраны «Гибели империи», песня, по словам Л. А. Юзефовича, стала как бы «эпиграфом» этого фильма и «бонусом» к его саундтреку. В том же 2005 году эта песня, получившая название «Сестра», вошла в состав очередного студийного альбома «Любэ» — «Рассея». При этом в альбоме указывалось, что текстом для «Сестры» послужили «слова неизвестного автора».
| Оригинал стихотворения | Текст песни «Сестра» группы «Любэ» |
| --- | --- |
| Ночь порвет наболевшие нити. Вряд ли их дотянуть до утра. Я прошу об одном, напишите, Напишите три строчки, сестра. Вот вам адрес жены моей бедной. Напишите ей несколько слов, Что я в руку контужен безвредно, Поправляюсь и буду здоров. Напишите, что мальчика Вову Я целую, как только могу. И австрийскую каску из Львова Я в подарок ему берегу. А отцу напишите отдельно, Как прославлен наш доблестный полк И что в грудь я был ранен смертельно, Выполняя мой воинский долг. | Ночь порвет наболевшие нити, Вряд ли я доживу до утра. Напишите, прошу, напишите, Напишите два слова, сестра. Напишите, что мальчика Вову Я целую, как только могу. И австрийскую каску из Львова Я в подарок ему берегу. Напишите, жене моей бедной, Напишите, хоть несколько слов. Что я в руку был ранен безвредно, Поправляюсь и буду здоров. А отцу напишите отдельно, Что полег весь наш доблестный полк. В грудь навылет я ранен смертельно, Выполняя свой воинский долг. |

Обложка альбома «Рассея», в который вошла песня «Сестра»

Частая трансляция видеоклипа с кадрами из сериала «Гибель империи», а затем и высокие тиражи альбома «Рассея» обеспечили песне «Сестра» достаточно высокую популярность и одновременно вызвали у некоторых слушателей стремление выяснить авторство её слов: соответствующие изыскания предпринимались на различных сетевых форумах. Несколько месяцев спустя знакомый с текстом песни петербургский поэт и издатель М. Г. Сапего, основатель творческого объединения «Красный матрос» обнаружил в приобретённом им в букинистическом магазине копыткинском сборнике «Песни о войне» стихотворение «В полевом лазарете», оказавшееся почти идентичным тексту «Сестры». 
Сделанное М. Г. Сапего открытие не только позволило выяснить авторство текста песни группы «Любэ», но и подвигло двух активных участников «Красного матроса» И. В. Шушарина и Е. Б. Летенкову на проведение журналистского расследования в целях сбора сведений о жизни и творчестве этого забытого литератора. Результатом их совместной работы стала публикация «Про поэта Сергея Копыткина», изданная «Красным матросом» в 2007 году к 125-летию со дня рождения Копыткина с предисловием Л. А. Юзефовича. Эта книга, остающаяся на середину 2024 года единственным исследованием, посвящённым Сергею Александровичу, обеспечила некоторое распространение информации о нём и пробуждение интереса к его творческому наследию. Последнее, в свою очередь, обусловило и определённую популяризацию «Полевого лазарета»: это стихотворение стало упоминаться в журнальных статьях, прозвучало в радиоэфире.

## Оценки стихотворения

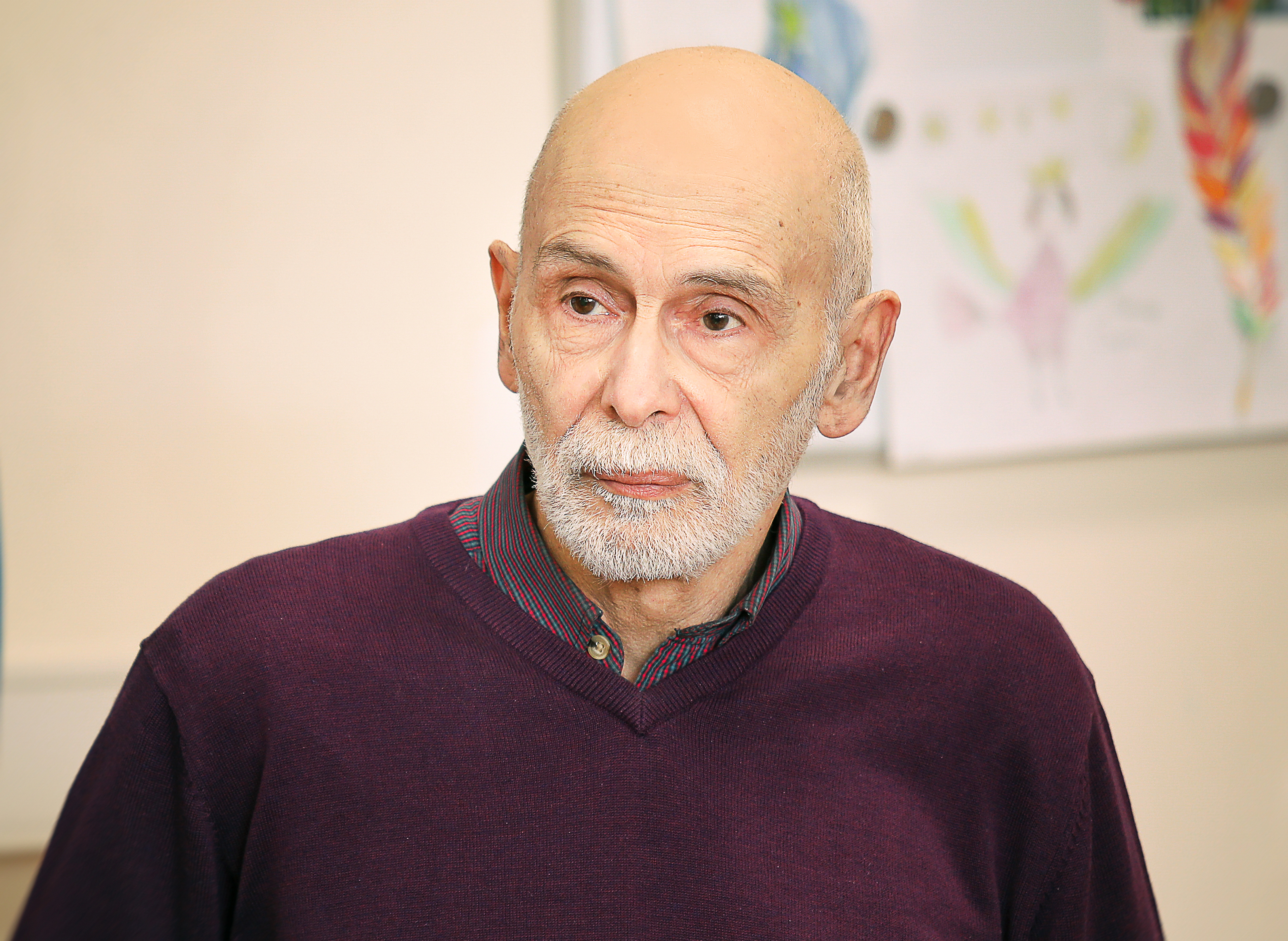
Леонид Юзефович, с подачи которого текст стихотворения был использован для создания ставшей популярной песни

О прижизненных оценках «Полевого лазарета» ничего не известно: Сергей Копыткин даже в годы своей наибольшей творческой активности не удостаивался значительного внимания со стороны литературных критиков. Некоторый интерес к этому стихотворению в профессиональных кругах возник уже после его «открытия» в 2000-е годы.

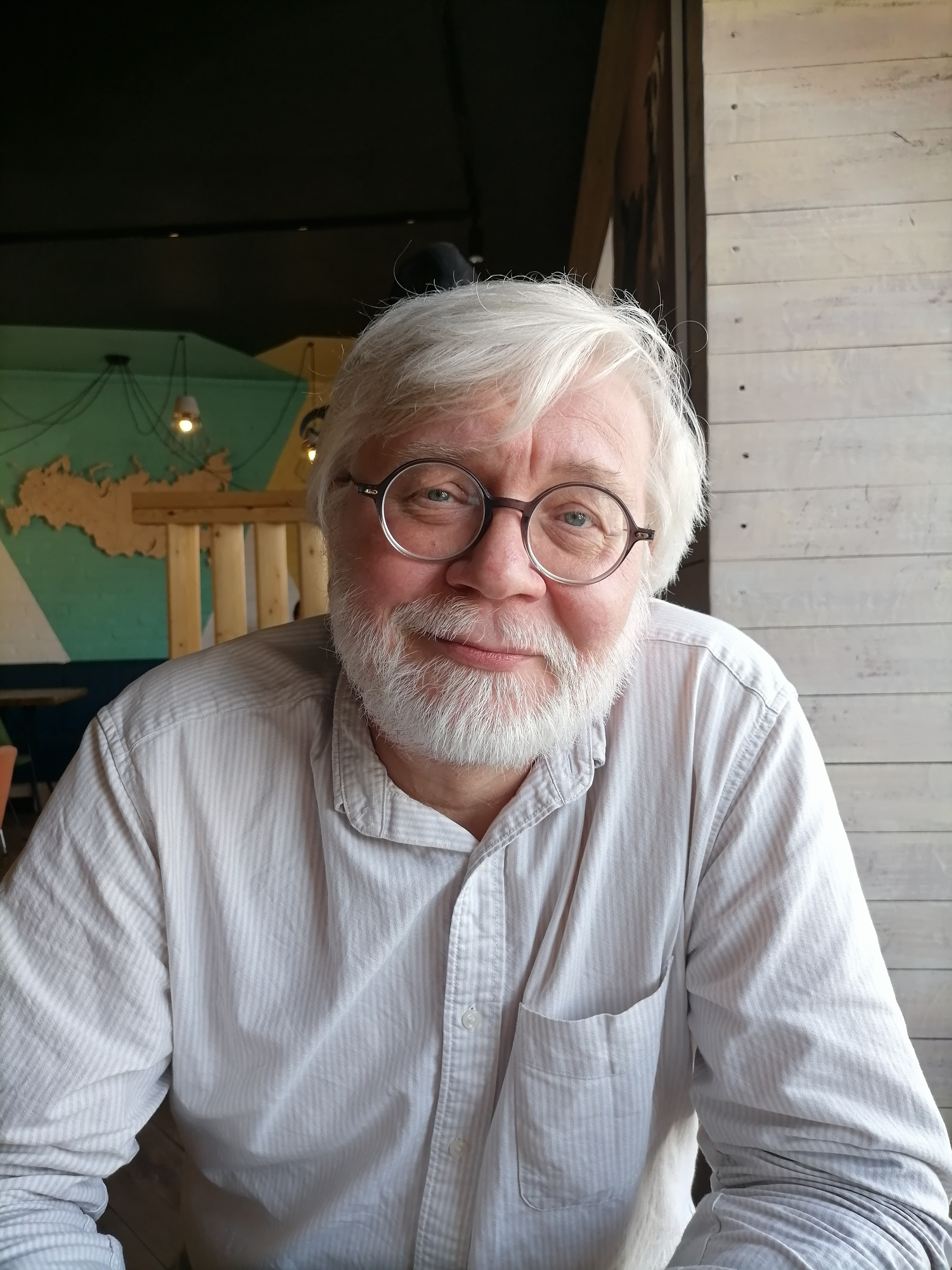
Владимир Губайловский, автор наиболее развернутого отзыва о стихотворении «В полевом лазарете»

И. В. Шушарин и Е. Б. Летенкова, авторы единственного исследования творчества Копыткина, для которых стихотворение «В полевом лазарете» послужило отправной точкой их расследования, считают его безусловно самым известным и «возможно, лучшим» произведением этого автора. По мнению Л. А. Юзефовича, популярность этого стихотворения в начале Первой мировой войны, «на которую сам автор вряд ли рассчитывал», объясняется тем, что его слова оказались «созвучны с охватившими тысячи людей предчувствиями, что война будет долгой, кровавой, страшной, и чем она закончится — Бог весть...».
Выделяет это стихотворение и Е. П. Чудинова, неоднократно обращавшаяся к творческому наследию Копыткина в эфире радиостанции «Радонеж» в программе «Час писателя». Как о наиболее известном копыткинском стихотворении о нём говорят также историк Н. Д. Егоров, делающий в статье о событиях Первой мировой войны, опубликованной в 2014 году в православном журнале «Мир Божий», основательный экскурс на тему творчества Сергея Александровича, и журналист Сергей Шарапов, автор статьи «О поэте Копыткине замолвите слово» в печатном органе русской эмигрантской общины Аргентины газете «Наша страна» за май 2009 года.
Наиболее содержательный отзыв о данном произведении высказан в апреле 2008 года на страницах «Нового мира» заведующим отделом критики и публицистики этого журнала В. А. Губайловским. Весьма сдержанно оценивая поэтическое творчество Сергея Копыткина в целом как «робкое, несамостоятельное» и представляющее собой в основном «рифмованные штампы», этот критик называет стихотворение «В полевом лазарете» «поразительным исключением». При этом его достоинства представляются ему не столько сознательным достижением автора, сколько его «ошибкой»:
Кажется, Копыткин хотел написать вполне традиционный текст: письмо умирающего домой… но первые две строки вдруг резко отклонились от традиционной поэтики. Не «я дотяну до утра», а «их дотянуть до утра». Этот неожиданный крен сломал традиционный штамп, и появилась настоящая поэзия. Если вторая строфа вполне укладывается в канон, то в третьей — про мальчика Вову — Копыткин опять оступается, стихи теряют равновесие и вырываются из предписанной рамки... Кажется, Копыткин и сам не вполне осознавал свою удачу, но, к счастью, не стал выправлять «ошибку».

В жёсткие жанровые рамки вдруг по ошибке проникла поэзия и окрасила слово такой искренней, пронзительной нотой, что не почувствовать это невозможно… Ничего сравнимого (даже близко) по силе в книге Копыткина нет. Но он достоин остаться в русской поэзии, потому что однажды так плодотворно ошибся. Впрочем, может быть, и вся поэзия — это история ошибок? Просто большие поэты «ошибаются» чаще...